# Yucca arizonica
Yucca arizonica (Trivialname in anderen Sprachen: Sahuiliqui (Lengua Pima) Yucca) ist eine Pflanzenart der Gattung der Palmlilien (Yucca) in der Familie der Spargelgewächse (Asparagaceae).

## Beschreibung
Die gruppenbildende und stammbildende Yucca arizonica erreicht Wuchshöhen von 1 bis 3 Metern. Die dünnen, unregelmäßig angeordneten, blauen bis grünen Laubblätter sind 0,3 bis 0,7 Meter lang und bilden an den Blatträndern feine Fasern.
Der zwischen den Blättern beginnende aufrechte oder zur Seite geneigte, verzweigte, Blütenstand wird 1 bis 1,5 Meter hoch und ragt über die Blätter hinaus. Die hängenden, kugelförmigen, zwittrigen, dreizähligen Blüten weisen eine Länge von etwa 6 bis 12,5 Zentimeter und einen Durchmesser von 2 bis 3,5 Zentimeter auf. Die sechs Blütenhüllblätter sind weiß bis cremefarbenen. Die Blütezeit ist von März bis Mai.
Diese Art steht nahe zu Yucca baccata ssp. thornberi, jedoch werden Unterschiede in Form der Rosetten, Blätter sowie des Blütenstandes deutlich. Yucca arizonica ist ein Vertreter der Sektion Yucca, Serie Baccatae. Sie ist bei trockenem Stand frosthart bis minus 10 °C.

## Verbreitung
Yucca arizonica ist in Mexiko, USA in der Chihuahua-Wüste und Sonora-Wüste in Ebenen und steinigen Hängen in Höhenlagen zwischen 1000 und 2100 Meter verbreitet. Vergesellschaftet ist diese Art mit Yucca elata, Yucca schottii, Agave parviflora und verschiedenen Kakteenarten.

## Systematik
Die Erstbeschreibung durch Susan Adams McKelvey unter dem Namen Yucca arizonica ist 1935 veröffentlicht worden.

## Bilder
Yucca arizonica:

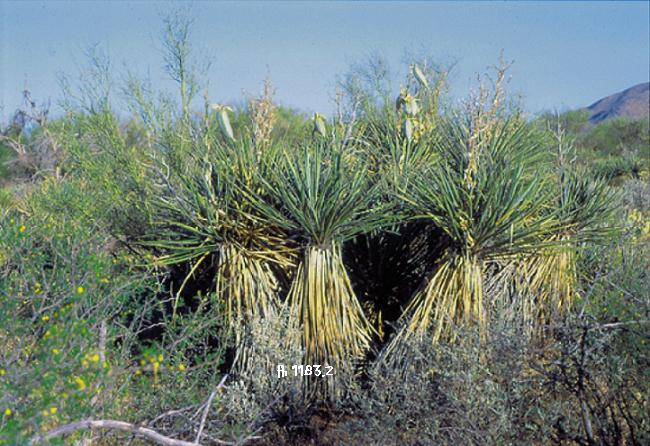
Gruppe mit Früchten in Arizona
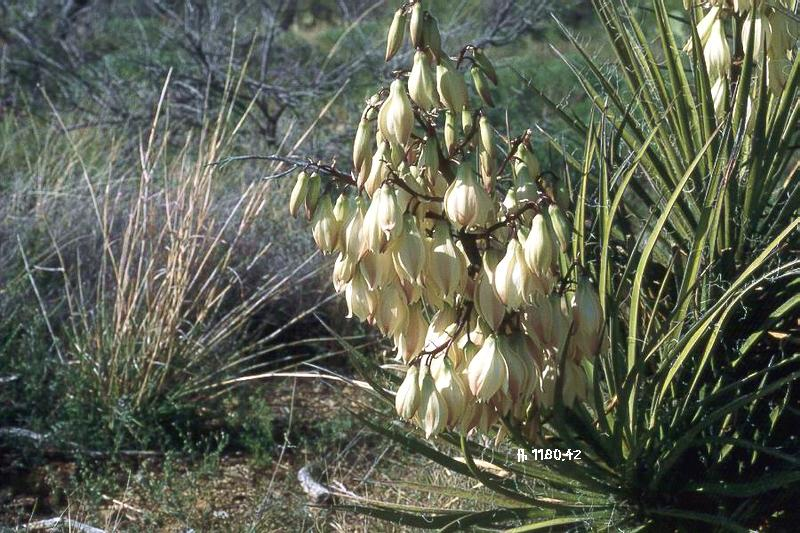
Mit hängenden Blüten in Arizona